# Premi Francisco Umbral al Llibre de l'Any
El Premi Francisco Umbral al Llibre de l'Any és un guardó literari atorgat per la Fundació Francisco Umbral, que reconeix la creació literària al millor llibre de l'any escrit en castellà editat entre l'1 de gener i el 31 de desembre de cada any; va ser instituït en 2011 i la fallada s'anuncia a l'inici de l'any, és a dir, que el primer premi es va lliurar en 2012.
La Fundació Francisco Umbral va néixer el 12 de gener de 2009 amb l'objectiu d'estudiar, preservar i difondre l'obra literària i periodística de l'escriptor Francisco Umbral, mort en 2007, així com per donar suport al foment de les lletres i de l'idioma castellà. El premi està dotat en 2017 amb 12.000 € i inclou una escultura de bronze d'Alberto Corazón. La Fundació pretén que aquest premi esdevingui un equivalent al que representa el premi Goncourt per les lletres franceses.

## Guanyadors
| Edició | Any  | Obra guanyadora            | Autor                        | Foto |
| ------ | ---- | -------------------------- | ---------------------------- | ---- |
| 1ª     | 2011 | Las cuatro esquinas        | Manuel Longares              |      |
| 2a     | 2012 | La cabeza en llamas        | Luis Mateo Díez              |      |
| 3a     | 2013 | En la orilla               | Rafael Chirbes               |      |
| 4a     | 2014 | Réquiem habanero por Fidel | Juan José Armas Marcelo      |      |
| 5a     | 2015 | Desaprendizajes            | José Manuel Caballero Bonald |      |
| 6a     | 2016 | Patria                     | Fernando Aramburu            |      |
| 7a     | 2017 | La Transición              | Santos Juliá Díaz            |      |